# Girst
Girst (Luxemburgs: Giischt) is een plaats in de gemeente Rosport-Mompach en het kanton Echternach in Luxemburg.
Girst telt 109 inwoners (2001).
Girst maakte deel uit van de gemeente Rosport totdat deze op 1 januari 2018 fuseerde met de gemeente Mompach tot de huidige gemeente Rosport-Mompach.

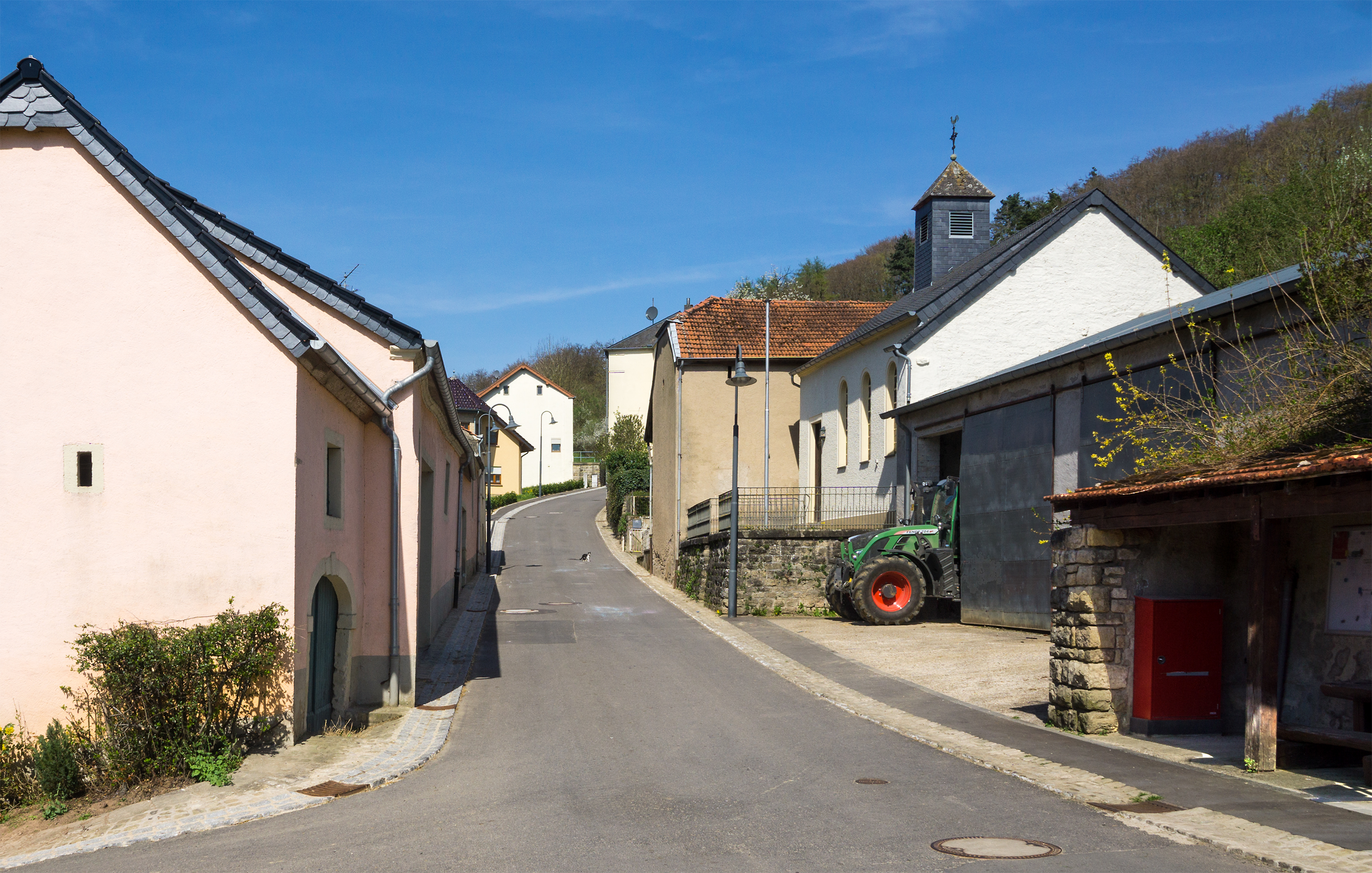
de hoofdstraat van Girst

Born · Boursdorf · Dickweiler · Girst · Girsterklaus · Givenich · Herborn · Hinkel · Lilien · Moersdorf · Mompach · Osweiler · Rosport · Steinheim

Luxemburgse gemeenten · Kanton Echternach · Luxemburg